# Gowino (gromada)
Gowino – dawna gromada, czyli najmniejsza jednostka podziału terytorialnego Polskiej Rzeczypospolitej Ludowej w latach 1954–1972.
Gromady, z gromadzkimi radami narodowymi (GRN) jako organami władzy najniższego stopnia na wsi, funkcjonowały od reformy reorganizującej administrację wiejską przeprowadzonej jesienią 1954 do momentu ich zniesienia z dniem 1 stycznia 1973, tym samym wypierając organizację gminną w latach 1954–1972.
Gromadę Gowino z siedzibą GRN w Gowinie utworzono – jako jedną z 8759 gromad na obszarze Polski – w powiecie wejherowskim w woj. gdańskim na mocy uchwały nr 26/III/54 WRN w Gdańsku z dnia 5 października 1954. W skład jednostki weszły obszary dotychczasowych gromad Dąbrówka i Robakowo ze zniesionej gminy Luzino oraz obszar dotychczasowej gromady Gowino (bez obszaru oznaczonego na karcie mapy 3 jako obręb Wejherowo-Zamek) ze zniesionej gminy Wejherowo w tymże powiecie. Dla gromady ustalono 14 członków gromadzkiej rady narodowej.
1 stycznia 1960 gromadę zniesiono, a jej obszar włączono do gromad: Gościcino z siedzibą w Wejherowie (miejscowości Gowino, Gowinko i Pętkowice) i Luzino (miejscowości Dąbrówka, Robakowo, Sychowo, Zielony Dwór, Dąbrowski Młyn i Pieniążki) w tymże powiecie.